# خمسة هريفنيا (عملة أوكرانية)
الخمس هريفنيا 5 гривень هي ورقة نقدية هي ذات لون ازرق تصدر في اوكرانيا. تحتوي الواجهة على صورة للأوكراني هيتمان بوهدان خميلنيتسكي. ويُظهر الجانب الخلفي كنيسة في قرية سوبوتيف مسقط رأسه حيث دُفن. بدأ تداول نسخة محدثة من المذكرة في 14 يونيو 2004، مع ميزات أمنية جديدة. يخطط البنك الوطني الأوكراني لطرح عملة جديدة من فئة خمسة هريفنيا، والتي ستحل تدريجياً محل العملة الورقية من فئة خمسة هريفنيا. 

## تاريخها

### جمهورية أوكرانيا الشعبية

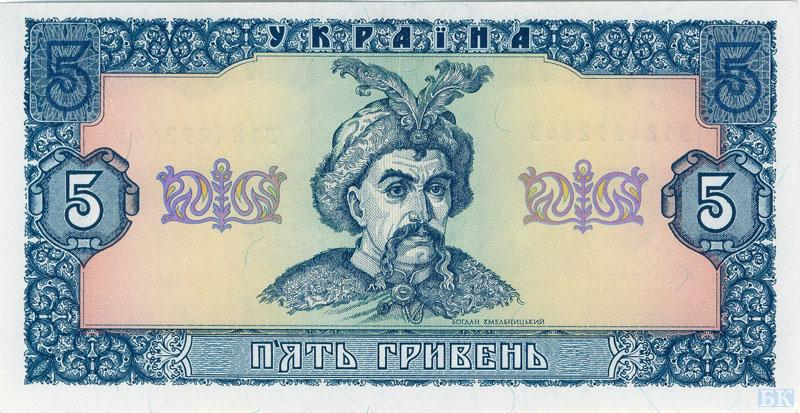
5 أوراق نقدية هريفنيا، في الوظيفة 1992
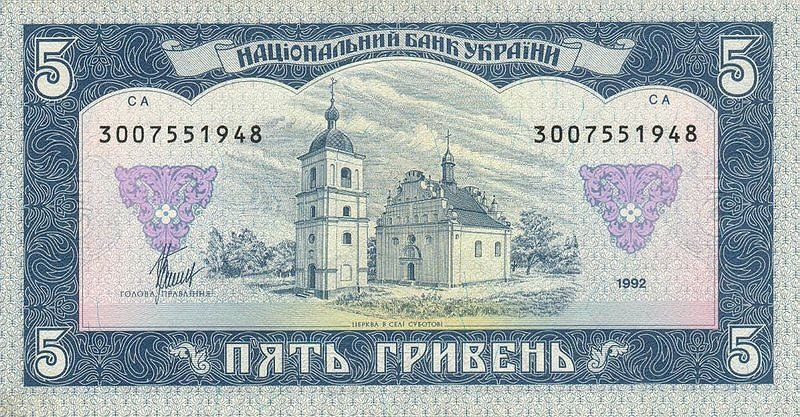
5 أوراق نقدية من الهريفنيا، على الظهر 1992

### أوكرانيا الحديثة

#### 1992

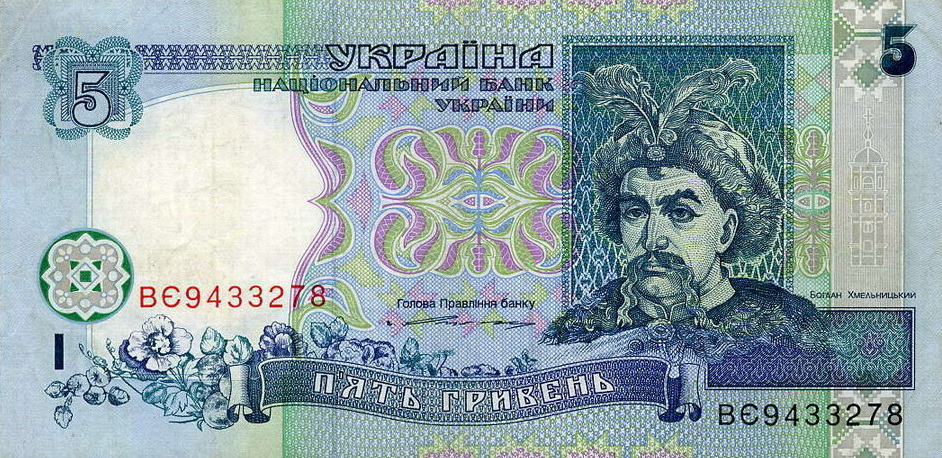
5 أوراق نقدية هريفنيا، في الوظيفة 1995
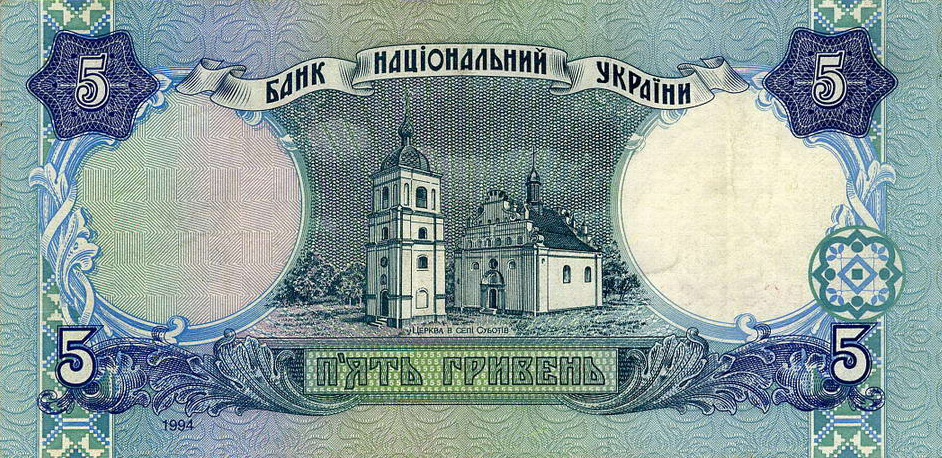
5 أوراق نقدية هريفنيا، مرة أخرى 1995

#### 1995

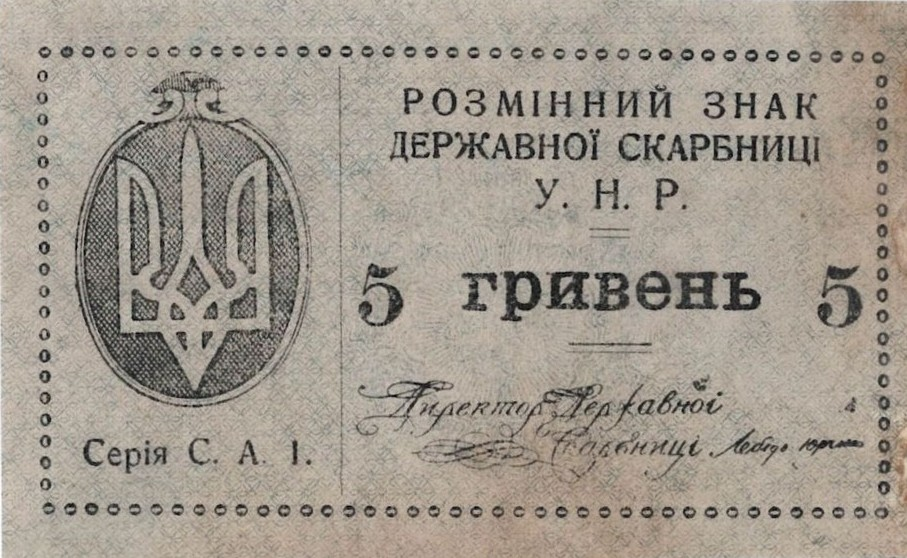
5 أوراق نقدية هريفنيا، في الوظيفة 1919
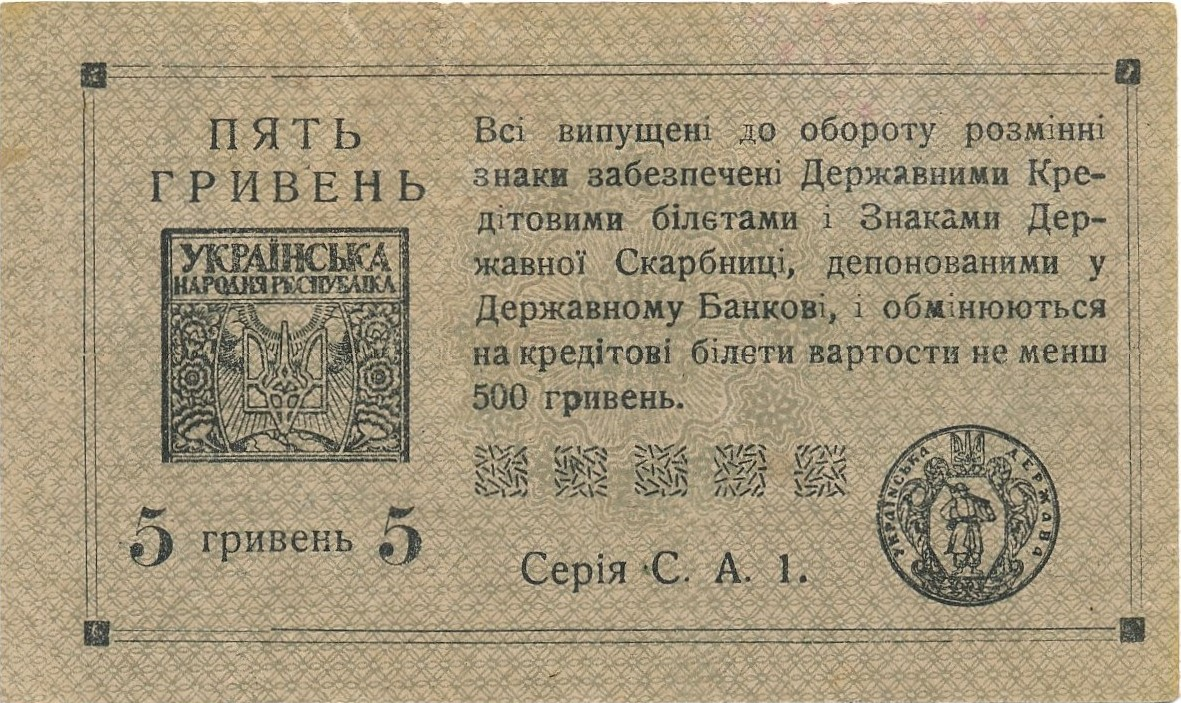
5 عملة ورقية من الهريفنيا، على الظهر 1919